# Pasaje Trénova
El Pasaje Trénova o a veces llamado Barrio Trénova es una antigua calle ubicada en la entrada al centro de Rancagua inaugurada en el año 1910 y concluida en el año 1916, conocida por ser parte del centro histórico y patrimonial de la ciudad. Fue nombrada en honor a su impulsor Luis Trénova, alcalde de Rancagua entre 1927 y 1932. Se interseca con la Avenida Millán y con la Avenida San Martín.
Forma parte del recorrido de lugares de interés en el Día de los Patrimonios. Ha sido postulada por parte de alcaldes como Eduardo Soto y Juan Ramón Godoy para ser declarada como Zona Típica chilena, siendo declarada como tal oficialmente el 31 de mayo de 2024, mediante el Decreto Nº21.